# Кавурма
Кавурма (тур. kavurma) је врста јела спремљена од изнутрица (овчје или свињско месо).
Изнутрице и кожица, могу се додати и чварци и комадићи меса, испрже се и конзервирају тако што се залију растопљеном свињском машћу. Спрема се приликом пастрмљења, а служи се са туршијом или се једе хладна.